# Riacho Caudeloso
O riacho Caudeloso é um curso de água que banha o distrito de Bananeiras, em Areia de Baraúnas, município situado na Região Metropolitana de Patos, no estado da Paraíba. O riacho é um afluente do Rio Farinha.